# Joanna Angel
Joanna Mostov, conocida artísticamente como Joanna Angel (Brooklyn, Nueva York; 25 de diciembre de 1980), es una actriz pornográfica, modelo alt porn y directora de cine pornográfico estadounidense.

## Biografía
Como directora, Joanna ha sido la responsable de dos títulos –Joanna´s Angels y Cum on my tatoo- dos ejemplos del nuevo género, avalados por un notable éxito de crítica y público. Como actriz ha participado en películas del nivel de New wawe hookers, Kill Girl Kill y la muy notable y premiada «The XXXorcist».
El carácter mediático de su figura la ha llevado a aparecer en medios tan prestigiosos como The Village Voice, Time Out, Screw, Playboy TV, Penthouse y hasta el mismísimo The New York Times, que le dedicó todo un artículo sobre sus gustos en materia de comida dentro de una sección gastronómica dedicada a los famosos.
En su sitio entrevista a músicos de rock (Marilyn Manson, Bad Religion, entre otros) y presenta una selección de ángeles punkarras, tatuadas y explosivas.
Como actriz porno, ha trabajado protagonizando y dirigiendo producciones para su sitio Burning Angel, pero también para otros estudios como Adam & Eve, VCA, Wicked, New Sensations, Girlsway, Zero Tolerance, Vivid, 3rd Degree, Pure Taboo, Evil Angel, Hard X, Hustler, Penthouse o Club Jenna.
Grabó su primera escena de sexo interracial en 2006 para la película House of Ass.
Ha desarrollado una prolifera carrera en la industria tanto delante como detrás de las cámaras, habiendo grabado hasta la actualidad más de 700 películas como actriz y más de 700 como directora.
Joanna es judía, hecho que ha declarado abiertamente, lo que contrasta con la profesión de la mujer.